# Dalmatia Tower
Dalmatia Tower är en år 2020 icke färdigställd skyskrapa i Split i Kroatien. Den började uppföras år 2017 och förväntas invigas år 2021. Med en höjd av 115 meter (135 meter inklusive radiomast) kommer den formellt att vara Kroatiens högsta byggnad då den invigs. När den tas i bruk kommer den att användas som kontorsbyggnad och hotell (Courtyard by Marriott).

## Beskrivning och historik
Dalmatia Tower ingår i Westgate Towers som är ett byggnadskomplex bestående av två byggnader –  Westgate Tower A och Dalmatia Tower som inledningsvis kallades Westgate Tower B. Westgate Towers ligger vid vägkorsningen mellan Ulica Domovinskog rata och Dubrovačka ulica i stadsdelen Ravne njive. Den första byggnaden som uppfördes åren 2015–2016 har utöver bottenvåningen 12 våningsplan och är 55 meter hög. Den brukades vid invigningen som den dåvarande banken Splitska bankas huvudkontor. Uppförandet av den andra byggnaden inleddes år 2016. Byggnaden skulle enligt byggherren och investeraren Westgate Group ha haft 17 våningar och blivit 75 meter hög. Under byggnationen beslöt dock byggherren att utöka skyskrapan med ytterligare tio våningar. Den fulla höjden (115 meter) uppnåddes år 2020 vilket placerade byggnaden på en 22:e plats bland Europas 50 högsta byggnader.
År 2017 tilldelade det prestigefulla International Property Awards projektet Westgate Split första priset i kategorin "The award for the Best Commercial High-rise Development in Europe".

## Teknisk information
Dalmatia Tower har 27 våningsplan utöver bottenvåningen och är 115 meter hög. Med radiomast kommer byggnaden att ha en höjd av 135 meter. Fem våningsplan under mark kommer att brukas som parkeringshus. Hela byggnaden kommer att betjänas av åtta hissar. Fyra hissar kommer att betjäna kontorsytorna på våningsplanen 1–15 och resterande fyra hissar våningsplanen 16–27 som kommer att brukas som hotell. På den översta våningen kommer det att finnas en skybar och observationsdäck.